# Wish (musikalbum)
Wish är det nionde studioalbumet av den engelska rockgruppen The Cure, utgivet den 21 april 1992 på Fiction Records. Försäljningsmässigt är albumet The Cures mest framgångsrika. Det kom etta på albumlistan i Storbritannien och tvåa i USA. "Friday I'm in Love" hör till gruppens mest populära låtar.

## Låtlista
Alla låtar skrivna av Bamonte, Gallup, Smith, Thompson, Williams
1. "Open" – 6:51
2. "High" – 3:37
3. "Apart" – 6:38
4. "From the Edge of the Deep Green Sea" – 7:44
5. "Wendy Time" – 5:13
6. "Doing the Unstuck" – 4:24
7. "Friday I'm in Love" – 3:38
8. "Trust" – 5:33
9. "A Letter to Elise" – 5:14
10. "Cut" – 5:55
11. "To Wish Impossible Things" – 4:43
12. "End" – 6:46

## Singlar
- "High" (16 mars 1992; B-sida: "This Twilight Garden")
- "Friday I'm in Love" (11 maj 1992; B-sida: "Halo")
- "A Letter to Elise" (5 oktober 1992; B-sida: "The Big Hand")

## Medverkande
- Robert Smith – gitarr, keyboard, sång
- Perry Bamonte – elbas, gitarr, keyboard
- Simon Gallup – elbas, keyboard
- Porl Thompson – gitarr
- Boris Williams – percussion, trummor
- Kate Wilkinson – viola på "To Wish Impossible Things"